# مهاب
مهاب نام کوهی واقع در بخش مرکزی شهرستان سلسله در استان لرستان است. این کوه در شمال شهر الشتر قرار گرفته است. مهاب از جنوب به دشت الشتر، از شمال به منطقه خاوه، از غرب به کوه سرخه و از شرق به رود کهمان منتهی می گردد. این کوه به زبان محلی (لکی) «مهاو» خوانده می شود.
قسمت خاوری کوه به تنگ دره آتش معروف است. این تنگ مسیری کاروان رو است که الشتر را به منطقه خاوه و نهاوند می رساند. در دامنه کوه چشمه های آب زیادی وجود دارد. این چشمه ها در کنار برف آبها، دشت الشتر را سیراب می نمایند. از جمله چشمه های معروف مهاب می توان به سراب چناره یا سراب مهاب اشاره کرد. این سراب پس از مشروب کردن قسمتی از زمین های کشاورزی، به رودخانه کهمان می ریزد.
کوه مهاب در مختصات جغرافیایی (عرض: ۹۴۷'۳۳ طول: ۲۰۳'۴۸) واقع شده است.

## منبع
1. ↑  «پایگاه ملی نام های جغرافیایی ایران». سازمان نقشه برداری کشور.[پیوند مرده]
2. ↑  «پایگاه ملی نامهای جغرافیایی ایران». سازمان نقشه برداری کشور.[پیوند مرده]